# Вертлюг (буровое оборудование)
Вертлю́г (англ. Swivel) — важный элемент буровой установки, обеспечивающий свободное вращение бурильной колонны с одновременным подводом промывочной жидкости внутрь неё. Вертлюг устанавливается на крюкоблоке между талевой системой и бурильным инструментом и предотвращает скручивание талевого каната. Также вертлюг принимает нагрузку от веса всей поддерживаемой бурильной колонны.
Существует три типа вертлюгов:

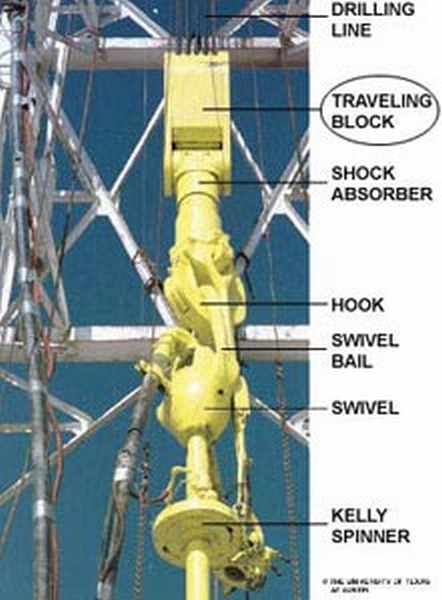
Swivel — вертлюг

- Вертлюг буровой представляет собой связующее звено двух частей механизма (или звеньев цепи), позволяющее каждой из них вращаться вокруг своей оси;
- Вертлюг промывочный предназначен для подачи промывочной жидкости от насоса к забою скважины и обеспечения возможности вращения труб при ремонтных работах в нефтяных, газовых скважинах;
- Силовой вертлюг используется при капитальном ремонте нефтяных и газовых скважин, включая зарезку боковых стволов. Обеспечивает высокую эффективность и безопасность работ на основе применения технологии верхнего привода.

От надёжности вертлюга зависит безотказная работа всей буровой установки.